# Towaoc
Towaoc és una concentració de població designada pel cens dels Estats Units a l'estat de Colorado. Segons el cens del 2000 tenia 1.097 habitants.

## Demografia
Segons el cens del 2000, Towaoc tenia 1.097 habitants, 329 habitatges, i 266 famílies. La densitat de població era de 122,4 habitants per km².
Dels 329 habitatges en un 52,6% hi vivien nens de menys de 18 anys, en un 43,2% hi vivien parelles casades, en un 32,2% dones solteres, i en un 19,1% no eren unitats familiars. En el 16,1% dels habitatges hi vivien persones soles l'1,8% de les quals corresponia a persones de 65 anys o més que vivien soles. El nombre mitjà de persones vivint en cada habitatge era de 3,3 i el nombre mitjà de persones que vivien en cada família era de 3,68.
Per edats la població es repartia de la següent manera: un 40,9% tenia menys de 18 anys, un 9,7% entre 18 i 24, un 35,1% entre 25 i 44, un 10,8% de 45 a 60 i un 3,6% 65 anys o més.
L'edat mediana era de 25 anys. Per cada 100 dones de 18 o més anys hi havia 91,7 homes.
La renda mediana per habitatge era de 18.405 $ i la renda mediana per família de 18.796 $. Els homes tenien una renda mediana de 19.583 $ mentre que les dones 15.658 $. La renda per capita de la població era de 7.531 $. Entorn del 39% de les famílies i el 42,3% de la població estaven per davall del llindar de pobresa.

## Poblacions més properes
El següent diagrama mostra les poblacions més properes.